# Le Roi et l'Oiseau (colonna sonora)
Le Roi Et L'Oiseau (Bande Originale Du Film) è la colonna sonora composta da Wojciech Kilar per il film d'animazione francese Le Roi et l'Oiseau, realizzato da Paul Grimault nel 1980.

## L'album
La musica venne eseguita dall'Orchestra sinfonica nazionale della radio polacca, condotta da Stanisław Wisłocki. La prima edizione della colonna sonora uscì nel 1980 per la WEA, mentre nel 2003 fu ristampata su CD dalla Play Time (sotto la produzione di Thierry Wolf) con tre tracce bonus, tratte dal lavoro per La Table tournante, co-diretto da Grimault e Jacques Demy nel 1988.
Un Hymne de Takicardie era stato pianificato e proposto da cantare a Henri Salvador. Paul Grimault aveva in effetti ereditato da Prévert alcuni versi di una canzone con un testo ricco di onomatopee e presumibilmente sovrapposta alla sequenza della fabbrica, in armonia con i suoni prodotti dagli operai al lavoro. All'inizio del 1978 egli andò a trovare il cantante, entusiasta all'idea di cantare dei versi del poeta. Tuttavia Salvador rimase deluso dalla lettura dei testi e il progetto fu così abbandonato da entrambi gli artisti senza risentimento.

## Tracce
Tutti i brani sono stati composti da Wojciech Kilar, eccetto dove indicato.
1. Générique – 2:35
2. Prélude au mariage – 1:39
3. Les Appartements secrets – 0:28
4. La Chasse à l'oiseau – 1:10
5. Chanson du mois de mai n°12 : boîte à musique[N 1] – 1:13 (testo: Jacques Prévert – musica: Joseph Kosma)
6. Chanson du mois de mai n°38 : la leçon des oiseaux – 0:29 (testo: Jacques Prévert – musica: Joseph Kosma)
7. Berceuse paternelle[N 2] – 1:40 (testo: Jacques Prévert – musica: Joseph Kosma)
8. La Polka des lions – 1:36
9. Le Petit Clown – 0:52
10. Les Deux Rois – 0:31
11. Les Grands Ateliers du roi – 3:16
12. La Bergère et le Ramoneur – 5:50
13. Le Portrait du roi – 3:09
14. L'Escalier aux cent-mille marches – 1:41
15. La Marche nuptiale – 1:03
16. Carillon – 1:05
17. La Complainte de l'aveugle – 3:25
18. La Révolte des fauves – 3:08
19. La Fin du grand automate – 1:37
20. Épilogue – 1:49
21. Générique de fin – 2:36